# Memorial Pietro Martinelli
Il Memorial Pietro Martinelli è una competizione calcistica con cadenza annuale, a cui partecipano formazioni della categoria "Giovanissimi" provenienti da tutta Italia.
La sua prima edizione venne organizzata nel 1986 per ricordare la figura di Pietro Martinelli: grande appassionato di calcio, era uno degli animatori della Polisportiva Pulcini Cascina di Pisa; scomparso prematuramente, i dirigenti della polisportiva decisero di organizzare un torneo giovanile dedicato alla sua memoria.
La manifestazione viene disputata nei tre giorni a cavallo della Pasqua, e fin dalla sua prima edizione raccoglie una massiccia presenza di pubblico, anche se non viene mai perso di vista lo scopo con il quale questo memorial è nato: offrire un momento di aggregazione a bambini provenienti da ogni parte d'Italia.

## Albo d'oro
| Anno | Vincitrice |
| ---- | ---------- |
| 1986 | Napoli     |
| 1987 | Inter      |
| 1988 | Torino     |
| 1989 | Atalanta   |
| 1990 | Cecina     |
| 1991 | Napoli     |
| 1992 | Lazio      |
| 1993 | Milan      |
| 1994 | Empoli     |
| 1995 | Milan      |
| 1996 | Inter      |
| 1997 | Milan      |
| 1998 | Empoli     |
| 1999 | Empoli     |
| 2000 | Inter      |
| 2001 | Inter      |
| 2002 | Juventus   |
| 2003 | Fiorentina |
| 2004 | Empoli     |
| 2005 | Juventus   |
| 2006 | Juventus   |
| 2007 | Fiorentina |
| 2008 | Empoli     |
| 2009 | Livorno    |
| 2010 | Roma       |
| 2011 | Juventus   |
| 2012 | Fiorentina |
| 2013 | Inter      |
| 2014 | Juventus   |
| 2015 | Juventus   |
| 2016 | Juventus   |
| 2017 | Sassuolo   |
| 2018 | Empoli     |

### Vittorie per squadra
| N° | Squadra                                            |
| -- | -------------------------------------------------- |
| 7  | Juventus                                           |
| 6  | Empoli                                             |
| 5  | Inter                                              |
| 3  | Fiorentina Milan                                   |
| 2  | Napoli                                             |
| 1  | Atalanta Cecina Lazio Livorno Roma Torino Sassuolo |